# Píloro
El píloro es la válvula inferior que conecta el estómago con el duodeno. Constituye una pequeña porción del estómago que sirve de puerta de entrada al duodeno (el principio del intestino delgado), cerrándose o abriéndose para impedir o dejar el paso a los alimentos.
Esta función permite que los alimentos sean digeridos por el estómago al evitar que, por efecto de la gravedad, el alimento pase prematuramente al intestino. 
Cuando el proceso de digestión gástrica ha finalizado, el píloro se abre, dejando pasar el quimo (líquido denso, formado por el bolo alimenticio y los jugos gástricos hacia el intestino, donde tiene lugar un tipo de digestión distinta.